# Jeff Devlin
Jeff Devlin es un deportista estadounidense que compitió en triatlón y duatlón. Ganó una medalla de plata en el Campeonato Mundial de Duatlón de 1991, y dos medallas de bronce en el Campeonato Mundial de Ironman en los años 1991 y 1994.

## Palmarés internacional
| Campeonato Mundial | Campeonato Mundial              | Campeonato Mundial | Campeonato Mundial |
| Año                | Lugar                           | Medalla            | Prueba             |
| ------------------ | ------------------------------- | ------------------ | ------------------ |
| 1991               | Cathedral City (Estados Unidos) | Medalla de plata   | Individual         |

| Campeonato Mundial | Campeonato Mundial     | Campeonato Mundial | Campeonato Mundial |
| Año                | Lugar                  | Medalla            | Prueba             |
| ------------------ | ---------------------- | ------------------ | ------------------ |
| 1991               | Hawái (Estados Unidos) | Medalla de bronce  | Individual         |
| 1994               | Hawái (Estados Unidos) | Medalla de bronce  | Individual         |